# Bardenas Reales
Les Bardenas Reales de Navarra és un paratge natural semidesèrtic que s'estén al sud-est de Navarra (Espanya), en plena comarca de Tudela (merindad de Tudela), amb unes 42.500 ha de terreny sense cap nucli urbà. Les Bardenas se situen en un punt equidistant entre la serralada Pirinenca i la serralada Ibèrica i conformen un Parc Natural Protegit de 39.274 ha que des del 7 de novembre de 2000 forma part de la Reserva de la biosfera.
El sòl característic de la zona està format per argiles, guixos i gresos, i el terreny ha estat fortament erosionat per l'aigua i el vent creant formes geològiques entre les quals destaquen els barrancs, els altiplans d'estructura tabular i els turons solitaris, anomenats cabezos.